# Tuc de Barlonguèra
El Tuc de Barlongèra és una muntanya de 2.802 metres que es troba entre els municipis de Naut Aran, a la comarca de la Vall d'Aran i França.
Aquest cim està inclòs al llistat dels 100 cims de la FEEC.